# Aversionstherapie
Die Aversionstherapie (lateinisch aversio „Ekel“, aversatio „Abneigung“) ist eine Methode der Verhaltenstherapie, die vor allem bei selbstverletzendem Verhalten und Suchtkrankheiten angewandt wird. Die Aversionstherapie basiert auf Prinzipien der Konditionierung. Unerwünschte Verhaltensweisen werden hierbei mit unangenehmen Reizen gekoppelt. Ziel der Therapie ist es, einen positiv bewerteten Stimulus (z. B. Alkoholflasche), der unerwünschtes Verhalten auslöst (z. B. Alkoholkonsum/Verlangen nach Alkohol), mit einem negativen Stimulus (z. B. übelkeiterregende Substanz) zu paaren, um so die positive Valenz des Reizes zu verringern und die Auftretenswahrscheinlichkeit des Problemverhaltens zu reduzieren.

## Übersicht
Der Grundgedanke der Verhaltenstherapie ist, dass unerwünschte Verhaltensweisen erlernt werden und daher auch wieder verlernt werden können. Voraussetzung der Behandlung ist immer eine gründliche Verhaltens- und Problemanalyse sowie die Aufklärung und das Einverständnis des Patienten.
Häufig gebrauchte aversive Reize sind Übelkeit sowie (leichte) elektrische Reize. Andere Möglichkeiten der Aversionsbehandlung sind z. B. das Auszeitverfahren (Time-out-Technik), Verstärkerentzug (vgl. operante Konditionierung) oder Kompensation („overcorrection“) oder z. B. das Benässen mit Wasser. Zudem kann die Assoziation des Problemverhaltens mit aversiven Reizen auch in der Vorstellung durchgeführt werden (verdeckte Sensibilisierung).

## Indikation und Erfolge
Aversionsverfahren gehören heute zu den Verfahren zweiter Wahl und sind nur einzusetzen, wenn ein bestimmtes unerwünschtes Verhalten den Patienten erheblich beeinträchtigt und andere Verfahren sich als erfolglos erwiesen haben.
Für den Einsatz elektrischer Reize liegen die meisten Berichte und die größten Erfolge für z. T. lebensbedrohliches, selbstverletzendes Verhalten vor, wie zum Beispiel Haareausreißen, willentliches Erbrechen oder Kopfschlagen.
Für den Einsatz verdeckter Sensibilisierung siehe dort.

## Aversionstherapie in den Medien
Im Roman Uhrwerk Orange von Anthony Burgess, bekannt durch die gleichnamige Verfilmung von Stanley Kubrick, wird ein besonders eindrückliches Beispiel von Aversionstherapie dargestellt: Ein Sexualstraftäter muss sich Gewalt- und Sexvideos ansehen, gleichzeitig bekommt er ein Mittel verabreicht, das Übelkeit verursacht. Die Prozedur, die Burgess Ludovico-Technik nennt und an der Ludovico Medical Facility durchgeführt wird, wird so lange wiederholt, bis ihm beim alleinigen Anblick von Gewalt – auch ohne Medikament – schlecht wird.